# Leah Dizon
Leah Dizon (Leah Donna Dizon) có tên tiếng Nhật là Ria Dizon (リア・ディゾン), sinh ngày 24 tháng 9 năm 1986, là một người mẫu, ca sĩ, diễn viên, ngôi sao truyền hình Nhật Bản.. Cô mang trong mình các dòng máu Pháp, Mỹ, Trung Quốc, Philippines. Năm 2006, cô được một hãng tuyển người mẫu ở Nhật nhận và sang Tokyo để bắt đầu sự nghiệp. Bên cạnh đó cô còn làm ca sĩ với các bài hát tiếng Nhật.

## Tiểu sử
Leah Dizon sinh tại Las Vegas, Nevada. Mẹ cô là người gốc Pháp còn cha cô mang hai dòng máu Trung Quốc và Philippines. Cả hai đều làm nghề chia bài tại sòng bạc. Cô là con thứ tư trong số 6 người con: gồm 2 anh trai và 1 chị gái cùng với 2 em trai.
Trong 1 cuộc phỏng vấn, Dizon chia sẻ rằng cô thích nghe nhạc rock và R&B và từng được đào tạo về vũ đạo từ năm 12 tuổi. Dizon cũng nói rằng mẹ cô rất thẳng thắn và thường xuyên theo dõi các thói quen của con gái. Năm 14 tuổi, Dizon làm thêm tại một cửa hàng quần áo và cuối cùng cô cũng kiếm đủ tiền để thực hiện chuyến du lịch tới Nhật Bản một mình.
Dizon theo học Học viện Biểu diễn Nghệ thuật Las Vegas trong 2 năm và sau đó tốt nghiệp Trung học Eldorado High School (Nevada) vào năm 2004, nơi cô tích cực tham gia kich nghệ. Năm 18 tuổi, Dizon chuyển tới Los Angeles, California và theo học đại học về điện ảnh trong 1 năm.

## Sự nghiệp
Tại Los Angeles, Dizon làm người mẫu quảng cáo cho các triển lãm ô tô địa phương. Điều này giúp cô thu hút nhiều sự chú ý, đặc biệt là ở châu Á. Một năm sau những bức hình của cô được tung lên mạng với hơn 2.000.000 lượt tìm kiếm. Theo lời khuyên của người hâm mộ, cô gửi cuốn băng của mình đến một hãng tìm tài năng của Nhật. Cô được chấp nhận và chuyển đến Tokyo tháng 4 năm 2006. Tháng 10 năm đó, cô tung ra cuốn sách ảnh đầu tiên có nhan đề Petite Amie (trong tiếng Pháp có nghĩa là "Bạn gái nhỏ"). Cuốn sách đứng thứ ba trong số những cuốn bán chạy nhất năm 2006 và 2007.
Ngày 14 tháng 2 năm 2007 cô ra đĩa CD đầu tay Softly do hãng Victor Entertainment (VIZL-216) phát hành. Đĩa CD này đứng thứ 7 trên bảng xếp hạng Oricon (tương tự Billboard ở Mỹ). Cùng lúc, cô phát hành tập sách ảnh thứ hai là Hello! Leah, đứng thứ hai trong số những cuốn sách ảnh bán chạy nhất năm 2007.
Ngày 30 tháng 5 năm 2007, Dizon cho ra đĩa đơn thứ hai Koi Shiyō (恋しよう♪), một lần nữa xếp hạng 7 trên Oricon. Bài Koi Shiyō được chiếu trong quảng cáo Lotte  trong khi Could you be that one? chiếu trong quảng cáo PlayStation 3 Ninja Gaiden Sigma.
Ngày 8 tháng 8 năm 2007, cô cho ra đĩa đơn thứ ba L.O.V.E U|L・O・V・E U.
Cuốn sách ảnh thứ ba của cô có kèm theo một đĩa DVD, có tên Heaven ra mắt 5 tháng 10 năm 2007.
Leah Dizon phát hành album Destiny Line ngày 12 tháng 12 năm 2007.
Dizon phát hành đĩa đơn thứ tư có nhan đề "Love Paradox" ngày 26 tháng 3 năm 2008. Tên đĩa là một cái tên Mỹ giống bài Urban, và ở mặt B bài "Under the same sky" là một bản ballad nhịp độ vừa. Cùng ngày, cô phát hành cuốn sách ảnh thứ tư "Pure Leah".
Ngày 18 tháng 4 có thông báo rằng bài hát của Leah, Under the Same Sky, được dùng làm nhạc nền cho bộ phim Nhật, Tokyo Prom Queen.
Đĩa đơn thứ năm, Vanilla đã được phát hành vào ngày 25 tháng 6 năm 2008. Album thứ hai, Communication!!!, đã phát hành ngày 20 tháng 8 năm 2008.
Đĩa DVD buổi hòa nhạc đầu tiên của Dizon, LIVE Communication!!! phát hành ngày 10 tháng 12 năm 2008. Đĩa DVD có buổi biểu diễn của cô ấy với các bài hát ở cả hai album.

## Hôn nhân và gia đình
Ngày 10 tháng 10 năm 2008, Leah kết hôn với nhà tạo mẫu người Nhật tên Bun (分, Bun), lớn hơn cô 7 tuổi. Trên trang web của mình cô tuyên bố mình đã có thai. Cô con gái Mila (美蘭, Mira) chào đời ngày 24 tháng 4 năm 2009. Ngày 30 tháng 10 năm 2010, Leah tuyên bố hai vợ chồng cô đã ly di từ tháng trước, và cô đang làm mọi cách để chăm sóc cho Mila. Hiện tại cô đang sống ở New York với con gái, và đang theo học một lớp diễn viên. Cô nói rằng có thể cô sẽ quay lại làm việc ở Nhật Bản trong tương lai.
Tháng 6 năm 2011, Leah quay quảng cáo cho Shonan Cosmetic Surgery Clinic ở Manhattan. Ngày 17 tháng 8, đoạn quảng cáo sẽ được phát hành.

## Công việc

### Phim
- Traffic in the Sky[22] (Liane)
- The Fast and the Furious: Tokyo Drift (Student, Extra)

### Quảng cáo
- FromA
- Lotte Rich Fruit Chocolate (Strawberry/Raspberry)
- PlayStation 3 & TECMO (Ninja Gaiden Sigma)
- Lotte Yukimi Daifuku (Mochi Ice Cream)
- Lotte Rich Fruit Chocolate (European Pear)
- JVC Digital Audio Player (Alneo XA-S208)
- FUJIFILM (Fujicolor Digicam Printer)
- Coca-Cola (No-Calorie Coke)
- Kao Corporation (Essential Damage-Care)
- Sony Cybershot (Cybershot T2)
- Coca-Cola - Georgia European

### Truyền hình
- Webtama (Co-Host) - http://www.tv-tokyo.co.jp/webtama/
- Sakigake Ongaku Banzuke Vegas (Host) - http://www.fujitv.co.jp/sakigake/index2.html Lưu trữ ngày 3 tháng 3 năm 2008 tại Wayback Machine

### Đĩa đơn
| Tựa đề                           | Thông tin | Doanh số                           |
| -------------------------------- | --- | ---------------------------------- |
| Fever (Kylie Minogue cover song) | Đĩa đơn kỹ thuật số đầu tay (tải nhạc số) - Phát hành: 5 tháng 10 năm 2006 - Oricon Top 20 Weekly Peak: n/a - Từ album: Non-Album single | n/a                                |
| Softly                           | Đĩa đơn ra mắt/đầu tay - Phát hành: 14 tháng 2 năm 2007 - Oricon Top 20 Weekly Peak: 7 - Từ album: Destiny Line                          | 48.554 số bản bán ra (upd 6/21/07) |
| Koi Shiyō♪ (恋しよう♪)           | Đĩa đơn thứ 2 - Phát hành: 30 tháng 5 năm 2007 - Oricon Top 20 Weekly Peak: 7 - Từ album: Destiny Line                                   | 49.251 số bản bán ra (upd 8/25/07) |
| L・O・V・E U                     | Đĩa đơn thứ 3 - Phát hành: 8 tháng 8 năm 2007 - Oricon Top 20 Weekly Peak: 14 - Từ album: Destiny Line                                   | 16.240 số bản bán ra (upd 8/21/07) |
| Love Paradox                     | Đĩa đơn thứ 4 - Phát hành: 26 tháng 3 năm 2008 - Oricon Top 20 Weekly Peak: 15 - Từ album: Communication!!!                              | 10.998 số bản bán ra               |
| Vanilla                          | Đĩa đơn thứ 5 - Phát hành: 25 tháng 6 năm 2008 - Oricon Top 30 Weekly Peak: 26 - Từ album: Communication!!!                              | 8.312 số bản bán ra                |

### Album
| Thông tin album                                                                                | Số bản được bán |
| ---------------------------------------------------------------------------------------------- | --------------- |
| Destiny Line - Album đầu tay - Phát hành: 12 tháng 9 năm 2007 - Oricon top 200 position: #9    | 55.091          |
| Communication!!! - Album thứ 2 - Phát hành: 20 tháng 8 năm 2008 - Oricon top 200 position: #16 | 13.533          |